# Buddy Shuman 250 1958
Buddy Shuman 250 1958 var ett stockcarlopp ingående i  Nascar Grand National Series (nuvarande Nascar Cup Series) som kördes 28 juni 1958 på den 0,4 mile (643,737 m) långa ovalbanan Hickory Motor Speedway i Hickory, North Carolina. Totalt avverkades 100 miles (160,934 km) fördelat på 250 varv. Banunderlaget var dirt. Loppet vanns av Lee Petty i en Oldsmobile på tiden 1:36.08 med en medelhastighet på 62,413 mph körande för Petty Enterprises. Prispotten uppgick till 4 035 dollar, varav 1 000 dollar gick till segraren. Loppet är uppkallat efter stockcarföraren Buddy Shuman som dog i en hotellbrand 13 november 1955.

## Resultat
| Plc     | Nr  | Förare           | Team/ bilägare         | Konstruktör | Start | Varv | Ledda varv |
| ------- | --- | ---------------- | ---------------------- | ----------- | ----- | ---- | ---------- |
| 1       | 42  | Lee Petty        | Petty Enterprises      | Oldsmobile  | 9     | 250  | i.u.       |
| 2       | 11  | Junior Johnson   | Paul Spaulding         | Ford        | 10    | 250  | i.u.       |
| 3       | 46  | Speedy Thompson  | Speedy Thompson        | Chevrolet   | 1     | 250  | i.u.       |
| 4       | 47  | Jack Smith       | Jack Smith             | Chevrolet   | 4     | 248  | i.u.       |
| 5       | 99  | Shorty Rollins   | Shorty Rollins         | Ford        | 3     | 247  | i.u.       |
| 6       | 87  | Buck Baker       | Buck Baker             | Chevrolet   | 2     | 246  | i.u.       |
| 7       | 45  | Eddie Pagan      | Eddie Pagan            | Ford        | 14    | 245  | i.u.       |
| 8       | 6   | Cotton Owens     | Jim Stephens           | Pontiac     | 19    | 244  | i.u.       |
| 9       | 30  | Doug Cox         | Doug Cox               | Ford        | 13    | 242  | i.u.       |
| 10      | 25  | Gene White       | Gene White             | Chevrolet   | 5     | 242  | i.u.       |
| 11      | 57  | Billy Rafter     | Billy Rafter           | Ford        | 12    | 237  | i.u.       |
| 12      | 52  | Johnny Allen     | Bob Walden             | Ford        | 18    | 235  | i.u.       |
| 13      | 17  | Fred Harb        | Fred Harb              | Mercury     | 7     | 235  | i.u.       |
| 14      | 37  | Tiny Lund        | Don Angel              | Ford        | 25    | 232  | i.u.       |
| 15      | 66  | Roy Tyner        | Spook Crawford         | Plymouth    | 22    | 229  | i.u.       |
| 16      | 202 | Johnny Gardner   | Johnny Gardner         | Ford        | 20    | 218  | i.u.       |
| 17      | 33  | George Green     | Jess Potter            | Chevrolet   | 23    | 216  | i.u.       |
| 18      | 74  | L.D. Austin      | L.D. Austin            | Chevrolet   | 24    | 214  | i.u.       |
| 19      | 48  | Possum Jones     | Julian Petty           | Chevrolet   | 29    | 207  | i.u.       |
| 20      | 711 | Bill Poor        | Bill Poor              | Chevrolet   | 30    | 207  | i.u.       |
| 21      | 19  | Herman Beam      | Herman Beam            | Chevrolet   | 17    | 197  | i.u.       |
| 22      | 78  | Shep Langdon     | Shep Langdon           | Ford        | 26    | 194  | i.u.       |
| 23      | 32  | Brownie King     | Jess Potter            | Chevrolet   | 16    | 188  | i.u.       |
| 24      | 98  | Curtis Turner    | John Whitford          | Ford        | 6     | 181  | i.u.       |
| 25      | 96  | Bobby Keck       | Bobby Keck             | Chevrolet   | 21    | 160  | i.u.       |
| 26      | 94  | Clarence DeZalia | Clarence DeZalia       | Ford        | 28    | 89   | i.u.       |
| 27      | 49  | Bob Welborn      | Julian Petty           | Chevrolet   | 11    | 80   | i.u.       |
| 28      | 34  | Red Kalajainen   | i.u.                   | Chevrolet   | 27    | 68   | i.u.       |
| 29      | 44  | Ken Rush         | Julian Petty           | Chevrolet   | 8     | 66   | i.u.       |
| 30      | 97  | Barney Shore     | Barney Shore           | Chevrolet   | 15    | 51   | i.u.       |
| 31      | 39  | Billy Carden     | Bishop Brothers Racing | Chevrolet   | 31    | 48   | i.u.       |
| Källor: |     |                  |                        |             |       |      |            |